# Barkhausensche Röhrenformel
Die Barkhausensche Röhrenformel, benannt nach dem deutschen Physiker Heinrich Georg Barkhausen, fasst die drei charakteristischen Größen einer Elektronenröhre
- Steilheit S
- Durchgriff D
- Innenwiderstand Ri

in der Beziehung
{\displaystyle S\cdot D\cdot R_{i}=1}
zusammen.
Die Entdeckung der Zusammenhänge und Niederschrift als Formel wird fälschlicherweise Barkhausen zugeschrieben, tatsächlich wurde diese bereits 1914 von Hendrik van der Bijl, einem Mitarbeiter der Western Electric, in den USA festgehalten. Barkhausen hat diese Formel im Rahmen seiner ab 1918 erfolgenden, umfangreichen Forschungen zu den Vorgängen in Elektronenröhren einem größeren Publikum zugänglich gemacht.
Dabei ist die Steilheit S definiert als
{\displaystyle S=\left[{\frac {\partial I_{a}}{\partial U_{g}}}\right]_{U_{a}={\rm {konstant}}}\approx \left[{\frac {\Delta I_{a}}{\Delta U_{g}}}\right]_{U_{a}={\rm {konstant}}}}
was man als Steigung des Graphen Ia aufgetragen über Ug ablesen kann.
Für den Durchgriff D gilt der Zusammenhang
{\displaystyle D=-\left[{\frac {\partial U_{g}}{\partial U_{a}}}\right]_{I_{a}={\rm {konstant}}}\approx -\left[{\frac {\Delta U_{g}}{\Delta U_{a}}}\right]_{I_{a}={\rm {konstant}}}.}
Der Innenwiderstand Ri schließlich lässt sich als reziproke Steigung des Graphen Ia aufgetragen über Ua ablesen. Formelmäßig ausgedrückt:
{\displaystyle R_{i}=\left[{\frac {\partial U_{a}}{\partial I_{a}}}\right]_{U_{g}={\rm {konstant}}}\approx \left[{\frac {\Delta U_{a}}{\Delta I_{a}}}\right]_{U_{g}={\rm {konstant}}}.}
In allen drei Formeln bezeichnet Ia den Anodenstrom, Ua die Anodenspannung und Ug die am Gitter anliegende Spannung.

## Vorzeichendiskrepanzen
In der Fachliteratur immer wieder falsch angegeben ist das Vorzeichen des Durchgriffs. Zusammen mit der Tatsache, dass das Ergebnis der Formel +1 ist, erscheint eine einzelne negative Zahl innerhalb der Formel falsch.
Aus der Definition des Durchgriffs geht hervor, dass der Durchgriff das Verhältnis der Anoden- zu Gitterspannung ist, damit der Anodenstrom konstant bleibt. Das heißt, bei steigender Anodenspannung muss die Gittervorspannung negativer werden, um den Anodenstrom konstant zu halten. Umgekehrt muss bei sinkender Anodenspannung die Gittervorspannung positiver werden, um den Anodenstrom konstant zu halten. Das Vorzeichen ist daher negativ.
Auf der rechten Seite der Röhrenformel steht nach der Multiplikation aller Werte trotzdem +1, denn nach dem Einsetzen der Differenzen in die Röhrenformel dürfen diese Differenzen nicht heraus gekürzt werden. Das ist mathematisch falsch, weil sie unter verschiedenen Bedingungen gelten.
Die Barkhausensche Röhrenformel ist eine Anwendung der Euler’schen Kettenregel für partielle Ableitungen, die z. B. in der Thermodynamik häufig angewendet wird. Die Herleitung aus den Eigenschaften des totalen Differentials ergibt, dass entweder alle Ableitungen positiv genommen und auf der rechten Seite −1 gesetzt werden muss, oder, wie hier, eine der Ableitungen mit einem Minuszeichen versehen wird, und auf der rechten Seite +1 steht.
Besser kommt das Ganze zur Geltung, wenn man anstelle der Differenzen Differentiale verwendet. Exakt ist z. B. folgende Herleitung:
- Das Verhalten einer Röhre wird durch ihr (nichtlineares) Kennlinienfeld beschrieben: {\displaystyle I_{a}=f(U_{g},U_{a}).\,}
- Für das Kleinsignalverhalten (für welches die Röhrenformel nur gilt) wird die Kennlinie linearisiert, indem man das totale Differential bildet: {\displaystyle dI_{a}={\frac {\partial I_{a}}{\partial U_{g}}}\cdot dU_{g}+{\frac {\partial I_{a}}{\partial U_{a}}}\cdot dU_{a}.}
- Mit den Definitionen für die Steilheit {\displaystyle S=\left[{\frac {\partial I_{a}}{\partial U_{g}}}\right]_{U_{a}={\rm {konstant}}}} und den Innenwiderstand {\displaystyle R_{i}=\left[{\frac {\partial U_{a}}{\partial I_{a}}}\right]_{U_{g}={\rm {konstant}}}} erhält man {\displaystyle dI_{a}=S\cdot dU_{g}+{\frac {1}{R_{i}}}\cdot dU_{a}.}
- Bei der „Messung“ des Durchgriffs ist Ia konstant (also dIa = 0). Deshalb gilt {\displaystyle S\cdot dU_{g}+{\frac {1}{R_{i}}}\cdot dU_{a}=0.}
- Mit der Definition des Durchgriffs {\displaystyle D=-\left[{\frac {\partial U_{g}}{\partial U_{a}}}\right]_{I_{a}={\rm {konstant}}}} erhält man nach Umstellung exakt {\displaystyle S\cdot R_{i}\cdot D=1.}